# Sindicato de la Industria Cinematográfica Argentina
El Sindicato de la Industria Cinematográfica Argentina (SICA) es una asociación sindical, profesional y mutual de la Argentina que reúne a los trabajadores cinematográficos de todo el país. Fue fundado el 7 de septiembre de 1948.

## Historia
Con la llegada del sonido en 1931, nuestro cine terminó de erigirse en una auténtica industria nacional de consumo masivo y popular, y en la década siguiente, con el nacimiento de los estudios de cine, la producción de películas aumenta en forma considerable. Esta situación se ve favorecida por la merma en la producción de cine extranjero durante la Segunda Guerra Mundial, que lleva a una mayor difusión del cine nacional en el continente americano, especialmente en los países de habla hispana.
En esos años, una quincena de estudios, de entre los que cabe destacar a Sono Film, San Miguel, Mapol y Lumiton, concentra la producción nacional llegando a generar 4.000 puestos de trabajo estables. Al igual que en otras ramas de la producción, en el industria cinematográfica los trabajadores a menudo eran sobreexigidos por productores y directores, alcanzando a cumplir jornadas laborales de 20 hs. No existían descansos ni horas extras ni comidas. Por esos años llega a ser común la escena de trabajadores durmiendo en los estudios durante la noche para retomar el rodaje al día siguiente y los conflictos entre trabajadores y productores se vuelven cotidianos.

#### El peronismo
Con la llegada de Juan Domingo Perón al escenario político esta situación conflictiva cobra otro color. El apoyo a los trabajadores desde el Estado se suma al particular interés del peronismo por el cine. El 5 de enero de 1944 el gobierno publica el decreto 21344 (luego se convertiría en ley 12.999) por el cual se fijaban cuotas de pantalla y porcentuales para la exhibición en las salas de cine nacional. En ese clima surge la Asociación Gremial de la Industria Cinematográfica Argentina (AGICA). El 2 de septiembre de 1944 se constituye la primera Comisión Directiva con Francisco Hipólito Uzal, un empleado de Lumiton, al frente. La lucha por las condiciones laborales se inicia de inmediato; pronto vendrá otra lucha, por la supervivencia del cine argentino. Pero los primeros dos reclamos de AGICA hacia los productores son una tabla que determine sueldos mínimos y un reglamento que ordene las relaciones y condiciones de trabajo. Una de las mayores conquistas de aquel primer momento la constituye la elección de los delegados por estudio y por película, arrebatándole a los jefes de producción la resolución de los problemas entre trabajadores y patrones.
El contexto internacional de ese período, dominado por la Segunda Guerra Mundial, significó una reducción de los stocks de película virgen, que se fabricaba en los Estados Unidos. Durante la guerra, la necesidad de película para realizar reconocimientos aéreos y cartográficos hizo que la producción se destinara hacia las guarniciones militares reduciendo la disponibilidad de dicho material en los estudios cinematográficos. Una vez terminado el conflicto bélico, los Estados Unidos pasaron a dominar la situación internacional y convirtieron al comercio en una herramienta de su política exterior. Los estadounidenses, entonces, decidieron castigar la neutralidad argentina en la Segunda Guerra con la restricción de película virgen al país, al tiempo que incrementaban sus envíos hacia países aliados como México, Cuba y Venezuela.
Como en tantas ocasiones, la industria argentina debió afrontar la escasez apelando al ingenio y la improvisación. “Por abajo”, se hicieron varias maniobras de contrabando para ingresar película sobrante desde México y Venezuela vía Chile. En paralelo, Laboratorios Alex y Lumiton, con distintos procedimientos cada uno, sometieron el material usado a procesos de lavado y reemulsionado para obtener, agregando nitrocelulosa líquida aportada por Fabricaciones Militares, celuloide positivo. AGICA toma parte activa en el conflicto a través de la publicación de solicitadas en los diarios y a partir de acciones directas concretas. El 4 de julio del '45, el día de la independencia estadounidense, unos 1500 afiliados de AGICA marchan hasta la embajada de los Estados Unidos y piden que los reciba el embajador. Junto a su esposa, el embajador Spruille Braden hace pasar a los representantes gremiales y escucha su reclamo de mayores cantidades de celuloide para el país. Su única respuesta es que no vendrá un solo metro de película mientras no sea derogado el decreto 21344 de protección del cine argentino.
Apoyados por los intereses estadounidenses, los exhibidores se niegan a cumplir con la cuota de pantalla para el cine nacional establecida por el decreto, aduciendo que las películas argentinas no convocan al público. Las denuncias de AGICA provocan la clausura de varias salas y la aplicación de multas. Este tira y afloje entre el Estado y los exhibidores durará algunos años pero 1945 constituye el de mayor tensión debido al traslado del conflicto político al terreno de la industria cinematográfica. Con Perón electo presidente en 1946 con el 56% de los votos y tras la salida del país de su mayor opositor, Braden, la estrategia norteamericana es la de descomprimir y la entrada de película virgen tiende a recomponerse. En los años que siguen la producción nacional de films va aumentando: de 24 producidas en 1944 se llega a un pico de 56 en 1950. Durante sus casi cuatro años de vigencia AGICA consigue firmar los primeros convenios globales para los trabajadores cinematográficos. La lucha colectiva y las conquistas contribuyen a conformar la unidad de los trabajadores por encima de la diversidad ideológica: en el gremio convivían peronistas, radicales, socialistas y comunistas.

### Nace SICA
En el año 1948, Raúl Apold asume como Director de Espectáculos y suscribe un convenio entre productores y exhibidores por el cual se recargan en 10 centavos las entradas de cine con el fin de destinar ese aumento al fomento de la actividad cinematográfica. En ese mismo año, a raíz de una medida de fuerza, AGICA pierde su personería gremial. De inmediato se crea SICA. En 1950 la cuota de fomento al cine aumenta a 40 centavos por entrada, de los cuales se destinan fondos para sostener el Sindicato y la Obra Social. Más adelante, en septiembre de 1953, se inaugura la actual sede de Juncal 2029 en reemplazo de la vieja casa de Bernardo de Irigoyen.

#### El fin de los estudios de cine
Caído Perón en 1955, la dictadura de Aramburu le abre las puertas al cine extranjero de forma indiscriminada. También se liberaliza el mercado de película virgen, se suspenden los créditos y se deja caer el sistema de fomento a la industria cinematográfica local. Estas políticas terminan por precipitar un cambio estructural profundo: la desaparición de los grandes estudios de cine. Lumiton se convierte en un galpón de la marca Levi's, Film Andes (de Mendoza) pasa a albergar a la firma Mendoza Refrescos, el edificio de Mapol es adquirido por Molinos Río de la Plata. Con la caída de los estudios se generalizan prácticas laborales que antes representaban casos aislados como el empleo transitorio y el retraso sistemático en el pago de salarios. En la práctica, desaparece la figura del delegado y la actividad sindical se retrae dejándole el terreno libre al avance de los productores que comienzan a nuclearse en asociaciones empresariales.
En 1957 se promulga la ley 62, que crea el Instituto Nacional de Cinematografía (INC) y establece nuevas cuotas de pantalla para el cine argentino y un impuesto del 10% sobre la entrada de cine para el Fondo de Fomento Cinematográfico. Una vez más, los exhibidores se resisten a cumplir con la ley. Argumentan que es inconstitucional porque vulnera el derecho a disponer del propio patrimonio y suspenden todos los estrenos de films nacionales.
A raíz de esto surge la Unión del Cine Argentino, donde confluyen técnicos, actores, directores, autores, compositores y productores en defensa de la producción nacional. En una solicitada en el diario La Nación de julio del '57 esta agrupación denuncia que “en lo que va del año se han estrenado más de 500 películas extranjeras y ni una sola argentina”. El 10 de ese mismo mes los miembros de la Unión marchan hasta la sede del INC, en Junín al 1200, y toman el edificio en reclamo de que se cumpla la ley. Tras algunas gestiones del titular del INC, Antonio Aíta, todo parece estar a punto de solucionarse. Los estrenos nacionales suspendidos se concretan y se recobra cierta calma. Pero un mes después, en agosto, los exhibidores vuelven a rechazar la ley y publican un compendio de los números de entradas vendidas de todos los estrenos bajo el título “El público argentino dijo no”. En respuesta a este nuevo atropello de los exhibidores la Unión del Cine Argentino convoca a una asamblea en el teatro Presidente Alvear a la que asisten miles de técnicos, actores, productores y directores. Finalmente, una nueva mediación entre las partes permite arribar a un acuerdo por los términos de exhibición hasta junio del año siguiente.
1957 termina con sólo 15 estrenos producidos en el país contra 697 extranjeros. Al año siguiente la situación remonta un poco pero sin alcanzar los picos del lustro anterior. Ese mismo año asume como Presidente de la Nación Arturo Frondizi. Bajo su gobierno se disparan los costos de la película virgen y de los equipos de filmación llegando a registrar aumentos del 300%.
En 1962 un decreto del Poder Ejecutivo reduce el gravamen del 10% de fomento al cine argentino sancionado en el '57. En una asamblea de SICA el Secretario General, Ramón Martínez, hace una moción para marchar hasta el INC y tomar el edificio. La moción es aprobada por unanimidad. SICA marcha hasta el INC y se produce la toma en rechazo al decreto presidencial. Dos horas después el responsable del organismo, Félix Taurel, les anuncia a los trabajadores la decisión del Presidente de la Nación de postergar la firma del decreto y convocar a una reunión con los representantes gremiales del sector cinematográfico.
La década del '60 trajo aparejados varios cambios en la industria. El más determinante fue, sin duda, la irrupción masiva de la televisión, que por un lado produjo una merma en la asistencia del público a las salas de cine y, por el otro, contribuyó al desarrollo y consolidación de la publicidad. En esos años muchos técnicos migran hacia la publicidad y comienzan a especializarse en esa veta. Con la publicidad los tiempos de contratación se hacen más cortos y las jornadas más extensas; el trabajo temporario, que ya se había extendido al largo, se convierte en una constante y moldea a la nueva generación de técnicos. El promedio de largometrajes realizados durante esa década se instala en 30, con picos mínimos de 23 films y máximos de 40.
En 1968 se sanciona la ley 17.741 para el Fomento y la Regularización del cine. Esta ley modificó sustancialmente las medidas de fomento y estableció una nueva forma de gobierno en el Instituto Nacional de Cinematografía al eliminar al directorio y reemplazarlo por un director y un vicedirector. En la práctica, se centralizaban las decisiones en una persona desactivando un órgano medianamente democrático como era el directorio. En este y en la mayoría de los aspectos de la vida nacional, el gobierno de facto de Juan Carlos Onganía se caracterizó por su autoritarismo y su vocación de censura.

### Los años '70
Con la llegada de la década del '70 el clima político y social del país se revoluciona. Cordobazo y “luche y vuelve” mediante, reaparecen en la escena la militancia y el compromiso social. La actividad gremial también recibe la ola renovadora de estos tiempos y los nuevos técnicos se interesan por participar. El panorama general es de esperanza, sobre todo en lo relativo a la recuperación de conquistas laborales perdidas y a la incorporación de nuevos derechos. Se fortalece de nuevo la figura de los delegados de filmación y se pone en funcionamiento el Consejo de Delegados consiguiendo que vuelvan a respetarse las reglamentaciones laborales vigentes.
En febrero de 1972 se sanciona la ley 20.170, modificando la ley de cine de 1968. La nueva ley estableció el sistema de producción por coparticipación, en el que el INC podía producir films con equipos técnicos y artísticos mediante aportación de capital y bienes. También establecía una cota de pantalla para el cortometraje nacional. Ninguna de estas dos innovaciones llegaron a realizarse efectivamente debido a que la ley no fue debidamente reglamentada. Ya en 1973, el INC, entonces dirigido por Hugo del Carril. Convocó a entidades gremiales y empresariales de la industria para integrar una comisión asesora en la redacción de una nueva ley. Tras largas sesiones, presididas por Mario Soffici, se llegó a elaborar un proyecto que satisfacía las exigencias de todos los sectores (artísticos, técnicos y patronales). En agosto del '74 ese proyecto fue enviado al Congreso por Isabel Perón, ya entonces Presidenta de la Nación. Pero la disputa interna desatada en el gobierno tras la muerte de Perón dilató su tratamiento y el posterior golpe de Estado de 1976 obturó definitivamente la posibilidad de una ley de cine.

#### Convenio Colectivo de Trabajo 235/75
Durante esa breve etapa democrática la producción de films se eleva hasta alcanzar el promedio anual de 40. En SICA se crean comisiones de trabajo para estudiar la elaboración de un Convenio que contemplara las condiciones laborales de todos los trabajadores de la industria. Se trabaja con mucha intensidad y con una participación por parte de los afiliados nunca antes vista. Como resultado, en 1975 SICA firma el histórico Convenio 235, primer y único Convenio Colectivo de Trabajo que rige las relaciones de trabajo de los técnicos cinematográficos de todo el país incluso hasta nuestros días.

#### Dictadura
Al año siguiente, con la llegada de Jorge Rafael Videla y José Alfredo Martínez de Hoz, comienza el desmantelamiento de todo el aparato productivo nacional. La industria cinematográfica padece también las consecuencias: durante el '76 se producen sólo una docena de películas. El INC pierde su autarquía y pasa a depender del Ministerio de Hacienda. La Junta Militar prohíbe toda actividad gremial y política, se intervienen sindicatos y se persigue, encarcela, tortura y desaparece a dirigentes y militantes. Una mañana, un grupo de tareas de la Armada irrumpe en la sede de SICA en busca de información, golpeando y amenazando a Iris Pumares y su marido. El 22 de mayo del '76 desaparece Julio César Carboni y el 12 de diciembre le sucede lo mismo a Enrique Juárez, ambos compañeros trabajadores cinematográficos y afiliados a SICA. En mayo del año siguiente los militares se llevan a Armando Imas y unas semanas después Raymundo Gleyzer es secuestrado en la puerta del Sindicato. No se los vuelve a ver.
En 1979 se organiza el Comité Permanente en Defensa y Promoción del Cine Argentino y SICA se integra a la DAC, AAA y Argentores para reclamar la autonomía económica y financiera del INC, la supresión del IVA al cine, el cumplimiento de la cuota de pantalla para el cine nacional, la supresión de la censura y las listas negras para garantizar la total libertad de trabajo. Estos reclamos se incluyen en un petitorio entregado a Videla. En esa época SICA empieza a reclamar por medio de solicitadas por el paradero de los compañeros desaparecidos. Con la creación del Comité empieza una serie de actividades, actos y proyecciones en defensa del cine nacional y en contra de las medidas adoptadas por el comodoro Francisco Pítaro, entonces al frente del INC, que culminan con la masiva Marcha del Cine Nacional por el centro de la ciudad de Buenos Aires.

### La vuelta de la democracia
Con la vuelta de la democracia a fines de 1983 el país atraviesa una etapa de esperanza y se da una relativa reactivación de la industria. Sin embargo, las reformas económicas impulsadas por el alfonsinismo promueven la flexibilización de las condiciones laborales atentando contra la calidad y la continuidad de las fuentes de trabajo. El cine nacional participa con éxito en los festivales del mundo pero en el ámbito doméstico las producciones no alcanzan mayor éxito. Entonces los productores se retraen y comienzan a buscar ganancia cortando por el lado más débil de la cadena de producción: los trabajadores. El INC retacea el crédito hasta volverlo inexistente y los técnicos migran hacia las cooperativas resignándose a las condiciones humillantes que imponen los productores.
En octubre de 1985 un lock-out patronal hace estallar la mecha. La Asociación General de Productores, la Asociación de Productores de Películas Argentinas y la Asociación de Productores de Cine Independiente resuelven en conjunto suspender todos los rodajes del país aduciendo un inexistente pedido de aumento salarial por parte de SICA. A la medida extorsiva se suma una resolución del director del INC, Manuel Antín, suspendiendo la exigencia del certificado de libre deuda para cobrar los créditos. La lucha de SICA contra estas medidas antiobreras se traslada a todos los ámbitos: el reclamo llega al gobierno y al Congreso y se prolonga en Tribunales y en la calle con alerta y movilización.
En esos años, el gobierno promueve un paquete de leyes laborales tendiente a la reestructuración del mundo del trabajo. Enrolado en la CGT, SICA participa activamente del debate y de la resistencia a ese paquete que busca beneficiar a los empresarios modificando los convenios colectivos y desregulando el mercado laboral.
Empieza a gestarse una nueva ley de cine que promueva la creación de más puestos de trabajo y la defensa de los ya existentes a partir de normas de exhibición beneficiosas para el cine nacional y de estímulo a la producción. El proyecto se presenta en el Senado con una marcha masiva de SICA en su apoyo. Mientras tanto, la cooperativas se consolidan como método de producción, vulnerando el CCT, estableciendo escalas salariales ilegales mucho más bajas que las oficiales y desfinanciando al Sindicato y a la Obra Social de los trabajadores.

### El menemismo

#### La CTA
Los '90 arrancan con la traición de Menem y la claudicación del grueso de los representantes sindicales. Se profundiza el camino de la entrega, la desregulación laboral, el desempleo y la destrucción de la industria nacional. Ante ese panorama, un puñado de gremios se escinde de la CGT y conforma la Central de Trabajadores de la Argentina. SICA, conducida en ese entonces por Roberto “Tato” Miller, participa activamente de la fundación de la CTA. Son años de dura lucha y resistencia. Más adelante, en el '94, en unión con el grupo conocido como la “CGT rebelde” y los incipientes movimientos de trabajadores desocupados, la CTA conformará el Movimiento de Trabajadores Argentinos (MTA), que se convertirá en la principal corriente sindical de lucha contra el neoliberalismo en la Argentina. En ese mismo año se produce la histórica marcha por la Ley de Cine al Congreso y se consigue su sanción en ambas cámaras. El 14 de marzo de 1997 se produce el “Parazo”, un paro general promovido por esta corriente contra la flexibilización laboral de alcance masivo y contundente.
A principios del 2000, cuando José Onaindia se hizo cargo de la dirección del Instituto Nacional de Cine y Artes Audiovisuales, convocó a Tato Miller para ocupar el cargo de subdirector del organismo. Miller aceptó la tarea, pero al año siguiente, en plena debacle del gobierno de la Alianza, falleció a raíz de una enfermedad 
Con el país en ruinas, durante los primeros años del nuevo siglo el tipo de cambio monetario favoreció a la industria debido a la llegada de los llamados “servicios” (producciones publicitarias y de largometraje realizados para el exterior), pero el trabajo en negro, vía cooperativas fraudulentas y facturación, tendió a pauperizar las condiciones laborales. Sin embargo, al calor del crecimiento económico generalizado, del retorno de las paritarias y el crecimiento de la afiliación sindical, se va gestando entre los trabajadores de la industria cinematográfica un recambio generacional y, sobre todo, de mentalidad que se convertirá en el motor de lucha para enfrentar con éxito a los empresarios inescrupulosos y a las cooperativas truchas.